# NCIS : Nouvelle-Orléans
Pour les articles homonymes, voir NCIS.
NCIS : Los Angeles NCIS: Hawaiʻi
NCIS : Nouvelle-Orléans (NCIS: New Orleans) est une série télévisée américaine en 155 épisodes de 42 minutes créée par Gary Glasberg et diffusée entre le 23 septembre 2014 et le 23 mai 2021 sur le réseau CBS et en simultané au Canada sur le réseau Global.
En Suisse, la série est diffusée depuis le 1er février 2015 sur RTS Un, en Belgique, à partir du 18 mars 2015 sur RTL-TVI, en France, depuis le 3 avril 2015 sur M6 puis rediffusée depuis le 8 octobre 2018 sur Paris Première et au Québec, depuis le 7 septembre 2015 sur Séries+.
Il s'agit de la troisième série de la franchise NCIS.

## Synopsis
Le bureau du Service d'enquêtes criminelles de la marine des États-Unis (en anglais Naval Criminal Investigative Service ou NCIS) de la Nouvelle-Orléans enquête sur les crimes liés à la marine militaire dans le Sud-Est des États-Unis. L'équipe est dirigée par Dwayne Cassius Pride alias « King », ancien adjoint du shérif de La Nouvelle-Orléans, et se compose également des agents spéciaux Christopher LaSalle, également un ancien du bureau du shérif de La Nouvelle-Orléans et Meredith Brody, récemment transférée du bureau des Grands Lacs, tous deux enquêteurs de terrain. Ils sont aidés dans leurs enquêtes par le Dr Loretta Wade, médecin légiste, Sebastian Lund, scientifique chargé du laboratoire, et Patton Plame, spécialiste en informatique. Ils sont ensuite rejoints par Sonja Percy, une agente spéciale de l'ATF qui rejoint le NCIS. Tous sont sous les ordres de Leon Vance, le directeur du NCIS.

## Distribution

### Acteurs principaux
- Scott Bakula (VF : Guy Chapellier) : Dwayne Cassius Pride alias « King »
- Lucas Black (VF : Ludovic Baugin) : Christopher LaSalle (décédé) (saisons 1 à 6)
- Zoe McLellan (VF : Sylvie Jacob) : Meredith « Merri » Brody (saisons 1 et 2)
- Rob Kerkovich (VF : Adrien Larmande) : Sebastian Lund
- CCH Pounder (VF : Michèle Bardollet) : Dr Loretta Wade
- Daryl Mitchell (VF : Laurent Morteau) : Patton Plame (saisons 2 à 7 - récurrent saison 1)
- Shalita Grant (VF : Juliette Poissonnier) : Sonja Percy (saisons 2 à 4 - invitée saison 1)
- Vanessa Ferlito (VF : Géraldine Asselin) : Tammy Gregorio (saisons 3 à 7)
- Necar Zadegan (VF : Rafaèle Moutier) : Hannah Khoury (saison 5 à 7)
- Charles Michael Davis (VF : Namakan Koné) : Quentin Carter (saisons 6 et 7)

### Acteurs récurrents et invités
- Paige Turco : Linda Pride, femme de Dwayne (épisode pilote dans NCIS et  saison 1 épisode 6 et  saison 6 episode 20 )
- Steven Weber (VF : Constantin Pappas) : Conseiller puis Maire Douglas Hamilton (depuis saison 1; 7 épisodes)
- Shanley Caswell (VF : Laëtitia Coryn) : Laurel Pride (depuis saison 1; 7 épisodes)
- Dean Stockwell (VF : Bernard Soufflet) : Tom Hamilton (saison 1; 1 épisode)
- Callie Thorne (VF : Brigitte Aubry) : Sasha Broussard (saison 1 a 7 ; 8 épisodes)
- Stacy Keach (VF : Vincent Grass) : Cassius Pride (saison 1; 2 épisodes; saison 4 & 5)
- Dylan Walsh (VF : William Coryn) : Sheriff Jim Lemieux (saison 1; 3 épisodes)
- Cristine Rose (VF : Frédérique Cantrel) : Hannah Tarlow (saison 1; 1 épisode)
- Eddie Cahill (VF : Thomas Roditi) : Eddie Barrett[8] (saison 6 episodes 6,9 et 10 )
- Chelsea Field (VF : Pascale Vital) : Rita Devereaux (depuis saison 3)
- Jason Alan Carvell (VF : Thierry Desroses) : Jimmy Boyd (depuis saison 5)
- Tim Griffin : Avery Walker (saison 5; 4 épisodes)
- Joanna Cassidy : Mena Pride (6 épisodes, 2019-2021)

### Acteurs deNCIS: Enquêtes spéciales
- David McCallum : Dr Donald « Ducky » Mallard, médecin légiste (depuis saison 1; 2 épisodes)
- Michael Weatherly (VF : Xavier Fagnon) : Anthony « Tony » DiNozzo, agent spécial du NCIS (saison 1; 1 épisode)
- Rocky Carroll (VF : Serge Faliu) : Leon Vance, directeur du NCIS (saison 1; 3 épisodes)
- Pauley Perrette : Abigail « Abby » Sciuto, experte scientifique (depuis saison 1; 2 épisodes)
- Mark Harmon (VF : Hervé Jolly) : Leroy Jethro Gibbs, agent spécial du NCIS (depuis saison 1; 4 épisodes)
- Joe Spano (VF : Patrick Raynal) : Tobias C. Fornell, agent sénior du FBI (saison 1, épisode 5)
- Diane Neal (VF : Laëtitia Lefebvre) : Abigail « Abby » Borin, agent spécial du CGIS (saison 1; 3 épisodes)
- Brian Dietzen : Jimmy Palmer, assistant du médécin légiste (saison 2; 1 épisode)
- Emily Wickersham (VF : Barbara Beretta) : Eleanor « Ellie » Bishop, agent spécial du NCIS (saison 2; 1 épisode)
- Sean Murray (VF : Adrien Antoine) : Timothy McGee, agent spécial du NCIS (saison
- Version française
  - Société de doublage : Mediadub International[9],[10]
  - Direction artistique : Marc Bacon (saison 1) & Elisabeth Fargeot (saisons 2 à 7)[10]
  - Adaptation des dialogues : Jérôme Dalotel et Viviane Lesser[10] pour les deux premières saisons ; Benjamin Lob, Sophie Vandewalle et Perrine Dézulier pour la saison 3.

 Source et légende : version française (VF) sur RS Doublage et Doublage Séries Database

## Production et casting
Le projet a débuté en septembre 2013 avec l'annonce d'un épisode cross-over dans NCIS.
En février 2014, Scott Bakula, Zoe McLellan et CCH Pounder ont décroché des rôles principaux, suivi de Lucas Black, puis Paige Turco dans la première partie de l'épisode crossover. C'est à la mi-juillet 2014 que Rob Kerkovich rejoint la distribution principale.
La série a été introduite dans la saison 11 de NCIS : Enquêtes spéciales, dans l'épisode Crescent City (l'un des surnoms de la Nouvelle-Orléans) en deux parties en tant que épisode pilote, diffusé le 25 mars 2014.
Le 9 mai 2014, CBS commande la série puis décide de la diffuser le mardi à 21 h, après NCIS, déplaçant NCIS : LA au lundi soir.
Le 27 octobre 2014, CBS commande une saison complète de 22 épisodes.
Le 12 janvier 2015, la série est renouvelée pour une deuxième saison. Shalita Grant et Daryl Mitchell sont ensuite promus à la distribution principale.
Le 25 mars 2016, CBS annonce la reconduction de la série pour une troisième saison. À la suite des Upfronts de mai 2016, CBS déplace la série le mardi soir à 23 h afin de laisser s'installer la nouvelle série de Michael Weatherly Bull juste après NCIS : Enquêtes spéciales. Vanessa Ferlito rejoint la série dans un rôle principal.
Le 23 mars 2017, CBS annonce le renouvellement de la série pour une quatrième saison. L'actrice Shalita Grant quittera la série après le 19e épisode de la saison 4 d'un commun accord avec la production.
Le 18 avril 2018, CBS renouvelle la série pour une cinquième saison.
Le 17 mai 2018, TV Line annonce que Brad Kern est renvoyé de son poste de showrunner après une enquête révêlant son comportement avec certains membres de l'équipe de production. S'il reste consultant sur la série, il est remplacé par le producteur exécutif Christopher Silber sur son poste précédent.
Le 22 avril 2019, CBS renouvelle la série pour une sixième saison.
Le 8 mai 2020, CBS renouvelle la série pour une septième saison. 
Le 17 février 2021, CBS met fin à la série pour cause d'audience insuffisante, le dernier épisode de la série est diffusé le 23 mai 2021.

## Épisodes

### Première saison (2014-2015)
La première saison est diffusée du 23 septembre 2014 au 12 mai 2015 sur CBS, aux États-Unis.
1. La musique adoucit la douleur (Musician Heal Thyself)
2. Se préparer au pire (Carrier)
3. Les Évadés (Breaking Brig)
4. Jeunes Recrues (The Recruits)
5. C'est arrivé hier soir (It Happened Last Night)
6. Le Maître de l'horreur (Master of Horror)
7. Protection rapprochée (Watch Over Me)
8. Mourir d'aimer (Love Hurts)
9. Les Arbres du sud (Chasing Ghosts)
10. L'Honneur volé (Stolen Valor)
11. Le Rôle de l'appât (Baitfish)
12. Braquage en haute mer (The Abyss)
13. Une fin annoncée (The Walking Dead)
14. Faire face (Careful What You Wish For)
15. Le Carnaval de la mort (Le Carnaval de la Mort)
16. Le Gardien de mon frère (My Brother's Keeper)
17. À la poursuite de l'appât (More Now)
18. La Liste (The List)
19. Dangereuses révélations (The Insider)
20. Le Berceau Vide (Rock-A-Bye-Baby)
21. Le Suspect idéal (You'll Do)
22. Jusqu'à quel point ? (How Much Pain Can You Take)
23. Ma ville (My City)

### Deuxième saison (2015-2016)
Elle est diffusée du 22 septembre 2015 au 17 mai 2016 sur CBS, aux États-Unis.
1. Sic Semper Tyrannis (Sic Semper Tyrannis)
2. Unité fantôme / Confluence (Shadow Unit)
3. Juste à côté du soleil (Touched by the Sun)
4. La Menace venue du ciel (I Do)
5. Affaires étrangères (Foreign Affairs)
6. Folie furieuse (Insane in the Membrane)
7. Un cœur brisé (Broken Hearted)
8. Confluence (Confluence)
9. Heures sombres (Darkest Hour)
10. Cataclysme (Billy and the Kid)
11. Le Blues de Noël (Blue Christmas)
12. L'Union fait la force (2e partie) (Sister City, Part 2)
→ Conclusion d'un cross-over avec NCIS : Enquêtes Spéciales (Saison 13, épisode 12) L'Union fait la force (1ère partie) (Sister City, Part 1)
13. Clandestins (Undocumented)
14. Mardi Gras (Father's Day)
15. Résurrection (No Man's Land)
16. Nouveau départ (Second Chances)
17. Silence radio (Radio Silence)
18. Épilogue (If It Bleeds, It Leads)
19. Une haine tenace (Means to an End)
20. De vieux os (Second Line)
21. Dommage collatéral (Collateral Damage)
22. Appel à l'aide (Help Wanted)
23. Le Troisième Homme (The Third Man)
24. Sous couverture (Sleeping with the Enemy)

### Troisième saison (2016-2017)
Elle est diffusée du 20 septembre 2016 au 16 mai 2017 sur CBS, aux États-Unis.
1. Contre-coups (Aftershocks)
2. Comme chien et chat (Suspicious Minds)
3. Le Juste Choix (Man on Fire)
4. La Grande Évasion (Escape Plan)
5. Les vrais héros ne se reposent jamais (Course Correction)
6. Aux aguets (One Good Man)
7. Guerre de gangs (Outlaws)
8. Douce Mélodie (Music To My Ears)
9. À toute vitesse (Overdrive)
10. Mauvaise alliance (Follow the Money)
11. Pari gagnant (Let it Ride)
12. Huis clos explosif (Hell on the High Water)
13. Le Retour du pirate (Return of the King)
14. La Boîte de Pandore (Pandora's Box, Part 2)
→ Conclusion d'un cross-over avec NCIS : Enquêtes Spéciales (Saison 14, épisode 15) La Boîte de Pandore (1ère partie) (Pandora's Box, Part 1)
15. Terminus (End of the Line)
16. Envers et contre tout (The Last Stand)
17. Rapide, silencieux, mortel (Swift, Silent, Deadly)
18. Un passé encombrant (Slay The Dragon)
19. Antidote (Quid Pro Quo)
20. Un mentor très spécial (NOLA Confidential)
21. Représailles (Krewe)
22. Aie foi en la parole (Knockout)
23. Chantier à haut risque (Down the Rabbit Hole)
24. La Chute (Poetic Justice)

### Quatrième saison (2017-2018)
Elle est diffusée du 26 septembre 2017 au 15 mai 2018 sur CBS, aux États-Unis.
1. Danger nucléaire (Rogue Nation)
2. Kidnapping (#1 Fan)
3. Agents doubles (The Asset)
4. Esprits, êtes-vous là ? (Dead Man Calling)
5. Seul contre tous (Viral)
6. Chercher la femme (Acceptable Loss)
7. L'Accident (The Accident)
8. Sur les traces du père (Sins of the Father)
9. Dans la rue (Hard Knock Life)
10. Miroir, mon beau miroir (Mirror, Mirror)
11. La Part du monstre (Monster)
12. Le Chacal (Identity Crisis)
13. Famille de cœur (Ties That Bind)
14. Une nouvelle ère (A New Dawn)
15. La Dernière Étape (The Last Mile)
16. Empathie (Empathy)
17. La Chasse au trésor (Treasure Hunt)
18. L'Heure des choix (Welcome to the Jungle)
19. Sauver la mise (High Stakes)
20. Dans l'œil du cyclone (Powder Keg)
21. Briser les chaînes (Mind Games)
22. L'Ennemi invisible (The Assassination of Dwayne Pride)
23. Échec et mat (1/2) (Checkmate, Part 1)
24. Échec et mat (2/2) (Checkmate, Part 2)

### Cinquième saison (2018-2019)
Elle est diffusée du 25 septembre 2018 au 14 mai 2019 sur CBS aux États-Unis.
1. Ce n'est qu'un au revoir (See You Soon)
2. Nouvelle recrue (Inside Out)
3. Immunité diplomatique (Diplomatic Immunity)
4. Héritage (Legacy)
5. Les Liens du sang (In the Blood)
6. Un lourd tribut (Pound of Flesh)
7. Chiens de berger (Sheepdogs)
8. La Famille (Close to Home)
9. Évaluation des risques (Risk Assessment)
10. Compte à rebours (Tick Tock)
11. L'Ennemi invisible (Vindicta)
12. Desperate Navy Wives (Desperate Navy Wives)
13. Virus X (X)
14. Théories du complot (Conspiracy Theories)
15. Panier de crabes (Crab Mentality)
16. Survivre (Survivor)
17. Le compte est bon (Reckoning)
18. En pleine lumière (In Plain Sight)
19. Une famille divisée (A House Divided)
20. Jackpot (Jackpot)
21. Aie confiance (Trust Me)
22. La Théorie du chaos (Chaos Theory)
23. La Rivière Styx 1re partie (The River Styx, Part I)
24. La Rivière Styx 2e partie (The River Styx, Part II)

### Sixième saison (2019-2020)
Elle est diffusée du 24 septembre 2019 au 19 avril 2020 sur CBS aux États-Unis. Après une pause hivernale de deux mois et demi, elle revient à l'antenne les dimanches à 22 h dès le 16 février 2020.
1. Une décision de trop (Judgement Call)
2. L'Énigme du terminator (The Terminator Conundrum)
3. Mauvaise graine (Bad Apple)
4. Disparitions (Overlooked)
5. Mensonges et espionnage (Spies & Lies)
6. Paix éternelle (Matthew 5:9)
7. Boum boum boum boum (Boom-Boom-Boom-Boom)
8. L'Ordre de la mangouste (The Order of the Mongoose)
9. Coûte que coûte (Convicted)
10. La Récompense (Requital)
11. Mauvaise lune (Bad Moon Rising)
12. En attendant Monroe (Waiting for Monroe)
13. La Source de tous les maux (The Root of All Evil)
14. L'Homme au costume rouge (The Man in the Red Suit)
15. Retrouvailles (Relentless)
16. Orgueil et préjugés (Pride and Prejudice)
17. Préjugés (Biased)
18. Une femme nouvelle (A Changed Woman)
19. Monolithe (Monolith)
20. Prédateurs (Predators)

### Septième saison (2020-2021)
Cette dernière saison de seize épisodes est diffusée du 8 novembre 2020 au 23 mai 2021 sur CBS aux États-Unis.
1. Quelque chose dans l'air, 1re partie (Something in the Air, Part 1)
2. Quelque chose dans l'air, 2e partie (Something in the Air, Part 2)
3. L'un des nôtres (One of Our Own)
4. Déchéance (We All Fall…)
5. Opération Drano, 1re partie (Operation Drano, Part 1)
6. Opération Drano, 2e partie (Operation Drano, Part 2)
7. Leda et le cygne, 1re partie (Leda and the Swan: Part 1)
8. Leda et le cygne, 2e partie (Leda and the Swan: Part 2)
9. Volatilisée (Into Thin Air)
10. Retour à la maison (Homeward Bound)
11. En cavale (Stashed)
12. Il était une fois (Once Upon a Time)
13. Question de choix (Choices)
14. Illusions (Illusions)
15. Antécédents familiaux (Runs in the Family)
16. Laissez Les Bons Temps Rouler

## Accueil

### Audiences aux États-Unis
Diffusé immédiatement après NCIS, le pilote a attiré 17,22 millions de téléspectateurs, soit une cote de 2.5/7 parmi les 18 à 49 ans. Le deuxième épisode a retenu 16,57 millions de téléspectateurs, soit une cote de 2.3/7 parmi les 18 à 49 ans aux États-Unis.
| Saisons | Années    | Nombre d'épisodes | Audience aux États-Unis (en millions) |
| ------- | --------- | ----------------- | ------------------------------------- |
| 1       | 2014-2015 | 23                | 15.26                                 |
| 2       | 2015-2016 | 24                | 12.98                                 |
| 3       | 2016-2017 | 24                | 9.57                                  |
| 4       | 2017-2018 | 24                | 8.85                                  |
| 5       | 2018-2019 | 24                | 7.28                                  |
| 6       | 2019-2020 | 20                | 6.33                                  |
| 7       | 2020-2021 | 16                | 4.88                                  |

### Cotes d'écoute au Canada anglophone
Diffusé immédiatement après NCIS, le pilote a attiré 2,717 millions de téléspectateurs au Canada. Lors d'une partie de la troisième saison, la série fut diffusée 25 heures avant la diffusion américaine, ce qui a fait chuter la moyenne pour la troisième saison étant donné que l'audience était divisée entre ceux qui regardaient la diffusion canadienne (le lundi à 21 h) et ceux qui regardaient la version américaine (le mardi à 22 h), le réseau CBS étant accessible pour la majorité des foyers canadiens.
Cotes d'écoute canadiennes moyennes par saison*
- Note : Pour le résultat des moyennes canadiennes, seulement les épisodes diffusés en substitution simultanée avec la diffusion américaine sont pris en compte dans le calcul afin de donner un portrait d'écoute le plus juste possible.

### Audiences en France
La série a réuni en moyenne près de 2,5 millions de téléspectateurs chaque semaine sur M6. La part d'audience est ainsi de 10,8 % sur les individus de quatre ans et plus. Après avoir débuté avec une forte audience au mois d'avril, la série a connu une érosion de son public face à la concurrence de la série Candice Renoir de France 2 mais surtout face au poids lourd Koh-Lanta sur TF1.

## Anecdotes
L'épisode 9 (Les Arbres du Sud) permet la rencontre de l'agent Pride (Scott Bakula) et de l'ancien policier Tom Hamilton (joué par Dean Stockwell). Il s'agit d'un clin d'œil à la série Code Quantum, qui a révélé Scott Bakula, où il faisait équipe avec Dean Stockwell.

## DVD (France)
La série sort en France chez CBS Vidéo. Chaque coffret de saison dispose de suppléments présents :
- À l'unité :
- L'intégrale de la saison 1 est sortie en coffret 6 DVD le 2 décembre 2015 chez CBS Vidéo. L'audio est en français et anglais 2.1 avec sous-titres français et anglais. Le ratio image est en 1.78.1 panoramique[44].
- L'intégrale de la saison 2 est sortie en coffret 6 DVD le 3 octobre 2017 chez CBS Vidéo. L'audio est en français, anglais et allemand 5.1 avec sous-titres français, anglais, allemands, néerlandais. Le ratio image est en 1.78.1 panoramique[45].
- L'intégrale de la saison 3 est sortie en coffret 6 DVD le 4 septembre 2018 chez CBS Vidéo. L'audio est en français et anglais 5.1 avec sous-titres français et allemands et anglais pour sourds et malentendants. Le ratio image est en 1.78 panoramique[46].

- En intégrale :
- L'intégrale des saisons 1 à 3 est sortie en coffret 18 DVD le 2 octobre 2018 chez CBS Vidéo. Les spécificités sont identiques aux coffrets vendus à l'unité[47].